# Vörhenyes fülemülerigó
A vörhenyes fülemülerigó (Catharus fuscescens) a madarak osztályának verébalakúak (Passeriformes) rendjébe és a rigófélék (Turdidae) családjába tartozó faj.

## Rendszerezése
A fajt James Francis Stephens angol természettudós írta le 1817-ben, a Turdus nembe Turdus fuscescens néven.

## Alfajai
- Catharus fuscescens fuliginosa (Howe, 1900)
- Catharus fuscescens fuscescens Stephens, 1817)
- Catharus fuscescens salicicola (Ridgway, 1882)
- Catharus fuscescens subpallidus (Burleigh & Duvall, 1959)[2]

## Előfordulása
Kanada és az Amerikai Egyesült Államok területén költ, telelni Dél-Amerikába vonul. Kóborló példányai eljutnak Európába is. A természetes élőhelye szubtrópusi és trópusi síkvidéki esőerdők, mérsékelt övi erdők és száraz szavannák. Vonuló faj.

## Megjelenése
Átlagos testhossza 19 centiméter, szárnyfesztávolsága 29, testtömege 28-54 gramm.
|  |

## Életmódja
Gerinctelenekkel táplálkozik, de kisebb kétéltűeket és gyümölcsöket is fogyaszt.